# Una Healy
Una Theresa Imogene Healy, née le 10 octobre 1981 à Thurles en Irlande, est une chanteuse, danseuse, auteur-compositrice-interprète et musicienne irlandaise. Elle est surtout connue pour être membre du groupe anglais, The Saturdays, depuis 2007. Le groupe connait un grand succès ; elles ont sorti quatorze singles dont douze d'entre eux ont été en tête des charts au Royaume-Uni. Leurs trois albums ont atteint le Top 10 dans le classement UK Albums Chart et, grâce à cela, ils ont tous remporté un British Phonographic Industry.

## Biographie
Née à Thurles en Irlande, Una est la fille de Anne Healy, une infirmière, et de John Healy, un médecin. Elle a une sœur, Deirdre. Elle est aussi la nièce du chanteur de musique country, Declan Nerney ainsi que la nièce de l'athlète irlandais, Paul Hession.
À l'âge de 13 ans, Una abandonne la natation (elle fut championne de natation à l'âge de 9 ans) et décide de s'apprendre à jouer de la guitare en utilisant celle de sa mère. Dès lors, elle commence à écrire et composer des chansons. Après avoir terminé l'école à 18 ans, elle décide de travailler pendant un an en tant que secrétaire médicale puis elle est ensuite partie étudier les soins infirmiers et l'enseignement primaire, mais à l'âge de 23 ans, elle décide finalement d'aller de l'avant et de poursuivre sa passion pour la musique. Elle a lancé sa carrière en tant que guitariste puis en chantant dans des bars et dans des clubs.
Alors qu'elle trouvait, lentement, le succès dans son pays natal (l'Irlande) en tant qu'artiste solo indépendante, elle sentait qu'elle n'avait pas une direction ferme dans sa carrière. Par conséquent, en 2007, elle décide de partir à Londres pour avoir plus d'expérience et se retrouve à auditionner pour The Saturdays qui fut sa première audition pour un grand label et à l'étranger.

## Carrière

### Début de carrière
Una a remporté deux concours de chansons en 2004 et en 2006, puis elle a elle-même produite un single, "Sorry", qui est sorti en 2006.
En 2006, elle fut la présentatrice du Concours Eurovision de la chanson en Irlande et lors de cette même soirée, elle fut chanteuse de fond pour Brian Kennedy sur sa chanson "Every Song Is a Cry for Love".

### 2007-Présent: The Saturdays

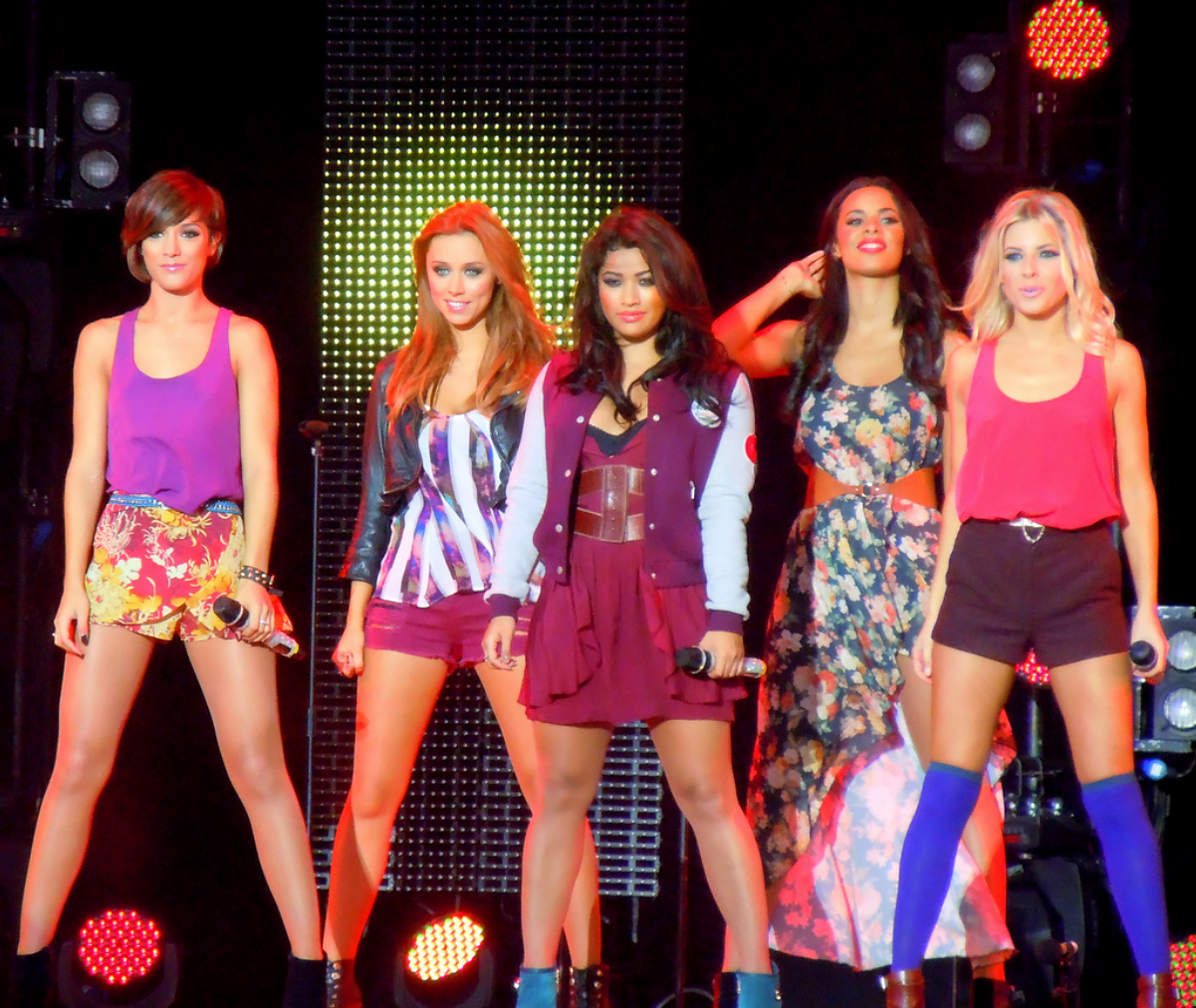
The Saturdays en concert le.

Depuis 2007, Una fait partie du groupe anglais The Saturdays dont les autres membres sont : Mollie King, Frankie Sandford, Vanessa White et Rochelle Wiseman. À leur effigie, elles ont huit singles et trois albums en tête du Top 10,. Le girl group ont sorti leur premier single intitulé "If This Is Love" en juillet 2008 et il a été placé à la huitième place au Royaume-Uni. Elles ont, ensuite, sorti un deuxième single intitulé "Up" qui a été placé à la cinquième place au Royaume-Uni. Plus tard, le single "Up" a été certifié disque de platine. Le 27 octobre 2008, elles ont sorti leur premier album intitulé Chasing Lights. Il s'est rangé à la neuvième place dans les charts au Royaume-Uni et, selon le British Phonographic Industry, il a été certifié disque de platine. Elles ont alors sorti un troisième single intitulé "Issues" - qui a également été certifié platine. Par la suite, The Saturdays ont enregistré une nouvelle version de la chanson "Just Can't Get Enough du groupe Depeche Mode. Le single a été placé en seconde position dans les charts du Royaume-Uni ; derrière "Right Round" de Flo Rida. Le cinquième et dernier single (pour l'album Chasing Lights) intitulé "Work" est sorti en juin 2009 et fut le premier single du groupe à échouer dans le Top 20. Plus tard, le girl group est parti en tournée, le "Work Tour".
En octobre 2009, le groupe ont sorti un deuxième album intitulé Wordshaker - qui a été placé à la neuvième position et qui a été certifié platine par le British Phonographic Industry. Le premier single de l'album fut "Forever Is Over" qui s'est placé à la seconde place dans les charts. En début d'année 2010, elles ont sorti le deuxième et dernier single intitulé "Ego" - qui a été placé à la neuvième place.
Dans l'été 2010, elles ont sorti un mini-album intitulé Headlines! qui s'est placé à la troisième place dans les charts au Royaume-Uni et à la dixième place en Irlande. Leur huitième single fut "Missing You" - placé en troisième place au Royaume-Uni et sixième en Irlande. Le deuxième single de ce mini-album fut "Higher" sur lequel le rappeur américain, Flo Rida, leur a proposé une collaboration. Les cinq filles ont sorti un troisième album intitulé On Your Radar - qui a reçu des critiques négatives et qui a été placé à la 23e place dans les charts. Pour cet album, elles ont sorti trois singles ; "All Fired Up", "Notorious" et "My Heart Takes Over". En décembre 2011, The Saturdays sont parties en tournée, le "All Fired Up Tour".
En 2012, le groupe ont commencé à travailler sur leur quatrième album. En mai 2012, elles ont sorti un premier single intitulé "30 Days". Il a, ensuite, été annoncé que le groupe avait signé un contrat avec les labels Def Jam et Mercury Records afin de sortir leur musique aux États-Unis. En mai 2013, le groupe ont sorti un deuxième single intitulé "Gentleman".
Depuis janvier 2015, Una fait partie des jurés de The Voice en Irlande.

## Vie privée
En 2008, Una Healy vit une histoire d'amour médiatisée avec le joueur anglais de rugby Ben Foden, qu'elle épouse le 30 juin 2012 en Irlande,. Le couple a deux enfants : Aoife Belle Foden (née le 13 mars 2012) et Tadhg John Foden (né le 2 février 2015). En 2018, la presse dévoile que le couple est en procédure de divorce, car Ben Foden a une liaison extraconjugale avec Becky Milne, une jeune attachée de presse âgée de 26 ans. Après sept ans de mariage, le divorce est prononcé dans l'été 2019. 
De 2018 à 2020, Una Healy fréquente le sportif irlandais David Breen (né le 30 novembre 1984). De 2022 à 2023, elle fréquente le boxeur britannique David Haye, puis en 2023, elle fréquente brièvement l'humoriste irlandais Stephan Mullan. De 2024 à 2025, elle fréquente le jockey irlandais Aidan Coleman.